# 皮特 (明尼蘇達州)
皮特（英語：Pitt）是位於美國明尼蘇達州伍茲湖縣的一個鬼鎮。

## 地理
皮特所處的海拔為高於海平面334米（即1096英呎），而該地所採用的時區為UTC-6，即北美中部時區（CST）。同時該地設有夏令時間，為UTC-6調快一小時，即UTC-5（CDT）。